# Lebbeus miyakei
Lebbeus miyakei is een garnalensoort uit de familie van de Hippolytidae. De wetenschappelijke naam van de soort is voor het eerst geldig gepubliceerd in 1992 door Hayashi.